# Blodsukker
Blodsukkeret er blodets indhold af glukose (druesukker). Sædvanligvis er mængden af sukker i blodet forholdsvis konstant, men stiger i en periode efter at man har spist. Det omvendte sker, når blodsukkeret falder: man bliver sulten. Personer med sygdommen diabetes mellitus (sukkersyge) har et unormalt højt blodsukkerniveau på grund af for lidt af hormonet insulin, som er vigtigt ved reguleringen af blodsukker.
Fastende blodsukker ligger normalt i intervallet 4–7 mmol/L i plasmablod, svarende til ca. 70–125 mg/dL, eller 2-8 mmol/L i fuldblod. Efter et kulhydratrigt måltid kan blodsukkeret stige til op imod 10 mmol/L (180 mg/dL) (14 mmol/L i fuldblod). Diabetes diagnosticeres gerne ved, at man konstaterer to tilfælde af fastende blodsukker på over 7 mmol/L (8 mmol/L i fuldblod) eller ét tilfælde af blodsukker på over 11 mmol/L (16 mmol/L i fuldblod) sammen med andre symptomer på diabetes.
Blodsukkermåling foretages ved laboratorieprøver (plasmablod) eller ved hjælp af et glucometer (fuldblod) (blodsukkermåleapparat).
Omregning mellem fuldblod og plasmablod gøres via formlen "fuldblod = 2*plasmablod – 6" – målt i mmol/L.

## Hypoglykæmi
Hvis blodsukkeret bliver så lavt, at det påvirker hjernens funktion, kaldes tilstanden hypoglykæmi. Det kan give forskellige symptomer bl.a. svimmelhed, bevidstløshed og kramper. Hypoglykæmi er sjælden hos personer, som ikke har en kendt sygdom eller tager medicin. Den hyppigste årsag er insulinom, som er en type svulst i bugspytkirtlen.
Hos personer med sukkersyge kaldes de første symptomer på hypoglykæmi for føling (insulinchok). Personer med type 1-diabetes kan få føling flere gange om ugen. Risikoen for at personer med sukkersyge får alvorlig hypoglykæmi er omkring 1 % pr. år, men med stor variation fra person til person.

## Eksterne links
- Fakta om blodsukker. Min.medicin.dk
- Blodsukkermåling. Netdoktor.dk
- Kulhydratstofskiftet. Netdoktor.dk
- En gåtur efter maden kvæler dit høje blodsukker. Videnskab.dk
- Hæmoglobin A1c. Sundhed.dk Arkiveret 28. oktober 2012 hos  Wayback Machine